# Ерџелија
Ерџелија (мкд. Ерџелија) је насеље у Северној Македонији, у средишњем делу државе. Ерџелија је село у саставу општине Свети Никола.

## Географија
Ерџелија је смештена у средишњем делу Северне Македоније. Од најближег града, Штипа, насеље је удаљено 25 km северозападно.
Насеље Ерџелија се налази у историјској области Овче поље. Село је смештено у средишњем делу поља, а јужно се уздиже омање горје, које дели поље од реке Брегалнице. Надморска висина насеља је приближно 260 метара.
Месна клима је блажи облик континенталне због близине Егејског мора (жарка лета).

## Становништво
Ерџелија је према последњем попису из 2002. године имала 1.012 становника.
Већинско становништво су етнички Македонци (97%), а остало су Цинцари.
Претежна вероисповест месног становништва је православље.
После Првог светског рата су насељавани колонисти и то углавном Словенци, с нешто Шумадинаца - али Словенци су већ 1923. желели да се одселе због маларије.